# Marie-Dominique Chenu
Marie-Dominique Chenu, all'anagrafe Chenu Marcel Leon Emile (Soisy-sur-Seine, 7 gennaio 1895 – Parigi, 11 febbraio 1990), è stato un teologo cattolico francese, domenicano, uno dei teologi che prepararono il Concilio Vaticano II. È considerato colui che ha rinnovato il tomismo.

## Biografia
Entrò nei domenicani nel 1913 all'età di 18 anni, nel convento di Le Saulchoir, presso Tournai, in Belgio. Egli stesso confessò che si sentiva attirato dalla vita contemplativa, dalla liturgia, dallo studio e dalla vita di comunità.
Dal 1914, anno della sua prima professione religiosa, e fino al 1920, studiò all'Angelicum di Roma, sotto la guida del padre Réginald Garrigou-Lagrange. Sotto la sua direzione prepara la tesi di dottorato sulla dottrina della contemplazione in Tommaso d’Aquino (De contemplatione). La tesi è stata pubblicata parzialmente nel 1991, subito dopo la morte dell’autore, e integralmente di recente (vedi Bibliografia). Essa contiene in nuce gli assi portanti del pensiero del teologo domenicano. Chenu vi analizza la dottrina tomista della contemplazione in relazione allo Pseudo-Dionigi Areopagita, sua fonte principale. Il relatore giudicò ottima, con la nota che il suo autore rivelava una "profonda conoscenza della dottrina di Tommaso d'Aquino sulla natura della contemplazione", anche se non mancò il significativo invito "a non allargare storicamente la ricerca". Garrigou-Lagrange avrebbe voluto che si fermasse a Roma come suo collaboratore, cosa che Chenu non accettò.
Fu ordinato presbitero nel 1919.
Dopo gli studi tornò a Le Saulchoir, dove insegnò "Storia delle dottrine", e dove svolse la sua fervida attività di ricercatore e scrittore, passando le vacanze a Oxford a trascrivere dai codici i testi di Richard Fishacre e di Robert de Kilwarby sulla teologia. Di queste appassionate ricerche portano i segni, tra gli altri, il Bulletin Tomiste e la Revue des Sciences Philosophiques et Théologiques.
È del 1927 La théologie comme science au XIIIe siècle, in pratica un commento storico degli articoli 2 e 8 della prima questione della Prima Pars della Summa Theologiae.
Su invito di Étienne Gilson fondò negli anni 1930-31 in Canada, a Ottawa, un Institut d'Études Médiévales, presso il quale si recò a tenere corsi fino al 1936.

### I problemi con la Santa Sede
Il 1937 è l'anno della pubblicazione di una plaquette dal titolo: Une école de théologie. Le Saulchoir, nata da una conferenza tenuta nel 1936, il 7 marzo, in occasione della festa di Tommaso d'Aquino, e in cui espose (come egli stesso affermò) "le nostre idee sul metodo storico".
L'opuscolo, pubblicato in sette/ottocento copie, non conobbe molta diffusione; quasi non ci furono recensioni, però suscitò numerose reazioni positive, e persino entusiaste, pur con qualche riserva. Interessante il giudizio di Yves Congar: "Certamente alcuni passi del vostro libro mancano un po' di serenità, e ci sono alcuni punti che io avrei presentato in maniera diversa".
La modesta brochure suscitò inquietudini a Roma e particolarmente all'Angelicum e in Garrigou-Lagrange. L'opuscolo venne ritirato dalla circolazione, e Chenu nel febbraio del 1938 fu convocato a Roma a dare spiegazione dei contenuti del suo volumetto. Alla fine, firmò dieci proposizioni e poté tornare a Le Saulchoir. Da lì a poco lasciò il Belgio per installarsi a Étiolles, non lontano da Parigi.
Le perplessità e reazioni non erano, tuttavia, superate una volta per tutte: esse permasero, e il 4 febbraio 1942 giunsero al culmine con la messa all'Indice del petit livre di Chenu. Questi si sottomise subito, senza nessuno spirito di ribellione; ma non nascose l'amarezza e la sofferenza che aveva nel cuore.

### Dopo l'Indice
Chenu lasciò la reggenza e l'insegnamento di Le Saulchoir, e fu assegnato al convento parigino di Saint-Jacques, dal quale fu allontanato nel febbraio del 1954, per l'"esilio" di Rouen, a motivo della sua implicazione nella questione dei preti operai. Tornò a Parigi definitivamente nel giugno 1962.
Dal settembre 1962 al dicembre prese parte al Concilio Vaticano II come teologo del vescovo di Antsirabe (Madagascar). Particolarmente la Gaudium et Spes risente dell'influsso della teologia dell'incarnazione, della creazione, della praxis, della storia, di padre Chenu, il cui ruolo nell'elaborazione del testo conciliare è stato oggetto di studio, insieme alla sua teologia dell'incarnazione e dei segni dei tempi.
Trascorse gli anni dopo il 1966 nuovamente nel convento di Saint-Jacques. Morì l'11 febbraio 1990, e i suoi funerali si tennero a Notre Dame.

## Pensiero
Come hanno dimostrato gli studi di Conticello, primo editore, la tesi di dottorato, De contemplatione, contiene in nuce tutti gli aspetti, metodologici e teologici, del pensiero di P. Chenu. All'inizio del XX secolo il movimento modernistico aveva premuto per un rinnovamento della teologia che tenesse conto delle conquiste e delle istanze del pensiero moderno. Esso però conteneva elementi inaccettabili per la Chiesa cattolica, e per questo fu condannato da Pio X. Certamente, la semplice condanna non risolveva del tutto le cose, perché era necessario recuperare ed accogliere il positivo: cosa che il Magistero della Chiesa fece nel Concilio Vaticano II.
Nel frattempo però Chenu e Yves Congar insieme a altri intraprendenti teologi domenicani della scuola di Le Saulchoir tentarono la rischiosa impresa di compiere l'opera di recupero e di integrazione nella teologia cattolica e tomista. Convinti della bontà della loro impresa, essi polemizzarono con la tradizionale teologia scolastica che preferiva starsene al sicuro in posizioni consolidate da secoli, e faceva fatica o addirittura si rifiutava di vedere gli aspetti positivi nel modernismo.

### La polemica suscitata dallaUne Ecole de théologie
Chenu era un fervente tomista ed era certo che l'impianto di Tommaso d'Aquino sarebbe stato capace di dare solidità e nuovo respiro al nuovo tentativo. Tommaso stesso aveva ripetutamente fatto sua l'affermazione dell'Ambrosiaster: Veritas, a quocumque dicatur, a Spiritu Sancto est ("La verità, da chiunque venga detta, viene dallo Spirito Santo").
Ma l'atteggiamento polemico emergente nell'opuscolo Une Ecole de théologie gli causò la censura vaticana. Gli si obiettava che la teologia è essenzialmente scienza e non è "una spiritualità che trova strumenti adeguati alla propria esperienza religiosa", come sosteneva Chenu.
Da Roma si temeva che Chenu potesse definire la fede semplicemente a partire da una vaga "esperienza religiosa", e non venisse concepita come adesione ad "articoli di fede" e a "verità di fede", a nozioni rivelate e dogmatiche.
Per la Chiesa cattolica la fede nasce da un incontro con Cristo che illumina con la sua parola. C'è l'esperienza, che è senz'altro l'elemento soggettivo della fede, e c'è anche il contenuto oggettivo, quello dell'adesione delle verità annunciate da Cristo e dalla Chiesa.
Chenu non aveva mai negato che la teologia fosse scienza, e per questo sottoscrisse le proposizioni richieste, ma come dirà in un'intervista a Jesus (gennaio 1990) "sarebbe un grave handicap qualora il teologo diventasse un professore invece di essere un testimone"; e ancora "se la teologia non diventasse preghiera sarebbe soltanto un irradiamento scientifico".
Il timore del Sant'Uffizio è oggi considerato eccessivo, dato che nello stesso libretto Chenu riconosceva che la scienza teologica si fonda sul dogma, mentre questi a sua volta si fonda sul "dato rivelato". Chenu, nel medesimo libretto, ricorda il passo di Rom 10,17: Fides ex auditu, corrispondente all'originale greco pistis ex akoès ("la fede proviene dall'ascolto"). Prendendo spunto da ciò, Chenu riconosce che "la fede soprannaturale è assenso a proposizioni determinate", e che la "formula dogmatica... è incarnazione in concetti della Parola di Dio". La teologia è "elaborazione razionale e scientifica del contenuto della fede" e si avvale della logica e della metafisica, come del resto ha fatto Tommaso d'Aquino.
Più avanti negli anni Chenu disse ad un gruppo di giovani frati domenicani che in lui a quei tempi c'erano come due anime: uno Chenu studioso, pacato, metodico ricercatore ed espositore della verità, e un altro Chenu, battagliero, focoso, avventuroso per non dire avventuriero. In quel libretto prevalse il secondo Chenu, e nel suo aspetto meno simpatico e più irritante.

### L'idea dell'incarnazione
Un'idea-chiave che illumina e muove tutta la teologia di Chenu, è quella dell'"incarnazione".
Da un punto di vista dogmatico, la parola si riferisce propriamente all'incarnazione del Verbo in Gesù Cristo. Ma Chenu la applica come paradigma a tutta la realtà che riguarda l'uomo: "incarnazione" è l'unione dell'anima col corpo; "incarnazione" è la Parola di Dio che si fa carne comunicandosi a noi mediante i concetti umani assunti da Cristo e dalla Chiesa; "incarnazione" è il movimento per il quale lo spirito umano e la vita cristiana devono incarnarsi nel mondo, devono fecondarlo mediante il seme della Parola, devono farlo crescere mediante il fermento del Vangelo, devono umanizzarlo mediante il lavoro, la tecnica, l'arte, l'economia, la politica, la cultura animate dalla grazia divina.
Chenu presenta per il nostro tempo l'idea dell'avvento di una "cristianità profano-cristiana", che deve dare il cambio alla cristianità "sacrale-cristiana", nata con il Cristianesimo come "religione di Stato" al tempo di Costantino I e Teodosio I.
L'avvento della cristianità "profana" per Chenu e per Maritain non ha nulla a che vedere con una profanazione del cristianesimo; esso corrisponde ad una crescita morale dell'umanesimo e della civiltà cristiana, per i quali il creato, l'uomo e il mondo, con tutte le loro attività e finalità naturali, come ricorda Tommaso d'Aquino, hanno un valore già di per sé e una legittima autonomia nei confronti del "sacro", ossia del soprannaturale. Essi pertanto servono al regno di Dio, proprio nella misura in cui, non senza l'aiuto della grazia, realizzano le loro legittime finalità naturali. Anche con queste prospettive, Chenu e Maritain precorrevano quelli che sarebbero stati gli insegnamenti conciliari circa la legittima autonomia delle realtà terrene e secolari.

### Le masse operaie
Un'altra caratteristica della vita e del pensiero di Chenu è stato il problema - sempre sentito come vivissimo - delle masse operaie, per le ingiustizie che subivano e per il fatto che erano state portate lontano da Dio. Fu così che egli appoggiò con altri confratelli e con il consenso dei superiori francesi dell'Ordine il movimento dei cosiddetti preti operai.
Ma il movimento fu sconfessato da Roma, e Chenu, frenando il suo carattere irruente, si piegò alle disposizioni di Roma.
Questo interesse fattivo e generoso per i grandi problemi storici e sociali del proprio tempo costituisce una delle anime di Chenu, quella coraggiosamente e profeticamente attiva, accanto all'altra dello studioso dedicatosi soprattutto alle origini della teologia medioevale.

### L'approfondimento della teologia di Tommaso d'Aquino
Chenu dedicò molto del suo lavoro a definire la natura, le fonti, gli argomenti e lo scopo della teologia, non solo da un punto di vista speculativo, ma anche e soprattutto in relazione al suo divenire nel tempo, ai suoi condizionamenti storici, al suo contesto storico, ai suoi contenuti e fini storici. Congar, parlando del pensiero di Chenu, si rammaricò giustamente che questi non avesse scritto una storia della teologia, ma ci avesse lasciato un solo capitolo, che è La théologie au douzième siècle (1957).
In questo campo è notevole la sua opera L'Introduction à l'étude de saint Thomas d'Aquin (1950), nella quale vede Tommaso d'Aquino all'interno dei due grandi movimenti di rinnovamento evangelico e di ritorno alle origini cristiane proprio del Duecento: i Francescani e i Domenicani. Lo storico della filosofia Alain De Libera lo definì un testo fondamentale nello studio di san Tommaso per generazioni di medievisti, di professione storici, filosofi o teologi.

Il riferimento di san Francesco al Vangelo è palese; più problematico, a prima vista, potrebbe sembrare l'evangelisme di Tommaso d'Aquino. E invece Chenu, forte della sua preparazione storica, della sua sensibilità spirituale e della profonda conoscenza del carisma domenicano, riesce convincente al riguardo.
Chenu mostra come l'anima profonda della teologia tomista sia data da quell'ispirazione evangelica che è alla base della vita e della spiritualità domenicana. Egli fa notare come sia l'Ordine Francescano come quello Domenicano sorgono insieme con la civiltà medievale dei comuni del secolo XIII, caratterizzati dal movimento economico e culturale e dalla libertà. E ne sottolinea la differenza con il sistema feudale, caratterizzato da forte gerarchizzazione e da staticità, di cui è riflesso la vita monastica sorta proprio in quel periodo. Nell'Ordine domenicano questo nuovo umanesimo si realizza nella vita religiosa come comunità di fratelli intenzionati a dare testimonianza delle virtù evangeliche nei nuovi ambienti cittadini, a contatto col popolo, al quale essi intendono annunciare la Parola di Dio sulla base di una solida preparazione teologica ed una forte esperienza contemplativa. L'evangelismo di Tommaso d'Aquino si spiega sulla base di questi intenti e nell'ambito di questo nuovo clima cristiano.

## Opere
- Marie-Dominique CHENU, De contemplatione. Thèse de doctorat Angelicum, Rome 1920. Édition par Carmelo Giuseppe CONTICELLO (2019) [Testo integrale].— Carmelo Giuseppe CONTICELLO, « De contemplatione (Angelicum, 1920). La thèse inédite de doctorat du P. M.-D. Chenu », Revue de sciences philosophiques et théologiques 75 (1991) 362-422 [Edizione parziale].
- Chenu, Marie-Dominique, O.P. "A conversation with Père Chenu." Dominicana 50 (1965): 141ff.
- Chenu, Marie-Dominique, O.P. La Chiesa nel mondo. I segni dei tempi, Vita e Pensiero, Milano 1965.
- Chenu, Marie-Dominique, O.P. Jacques Duquesne interroge le P. Chenu. "Un théologien en liberté." Paris: Centurion, 1975.
- Chenu, Marie-Dominique, O.P. Le Saulchoir: Une école de la théologie. Paris: Etiolles, 1937. Ristampato in Une école de la théologie: Le Saulchoir, ed. G. Alberigo. Paris: Cerf, 1985.
- Chenu, Marie-Dominique, O.P. "Position de la théologie," Revue des sciences philosophiques et théologiques 24 (1935): 252. Ristampato in Marie-Dominique Chenu, O.P., La parole de Dieu. Vol. 1, La foi dans l'intelligence, 115-138. Paris: Cerf, 1964.
- Chenu, Marie-Dominique, O.p: L'èveil de la conscience dans la civilization médiévale: Abélard, le premier homme moderne, Institut d'Etudes Médiévales, Montréal, 1969.